# Deadpool & Wolverine
Deadpool & Wolverine je americký superhrdinský film z roku 2024 režiséra Shawna Levyho natočený na motivy postav Deadpool a Wolverine od komiksového vydavatelství Marvel Comics. Jedná se o 34. film z franšízy Marvel Cinematic Universe a pokračování filmů Deadpool (2016) a Deadpool 2 (2018). Scénář k filmu napsali Levy, Ryan Reynolds, Rhett Reese, Paul Wernick a Zeb Wells. V hlavních rolích účinkují Ryan Reynolds jako Wade Wilson / Deadpool a Hugh Jackman jako Logan / Wolverine po boku Emmy Corrin, Moreny Baccarin, Roba Delaney, Leslie Uggams, Aarona Stanforda a Matthew Macfadyena.
Jedná se o první film ze série MCU, který byl ve Spojených státech přístupný divákům od 18 let (v ČR od 15 let). Ve filmu se Deadpool dozvídá, že Time Variance Authority je připraven zničit jeho vesmír a spolupracuje s neochotným Wolverinem z jiného vesmíru, aby je zastavil.
Film byl v amerických kinech uveden dne 26. července a v Česku o den dříve, tj. 25. července 2024.
Film při otevíracím víkendu v USA utržil 211 miliónů dolarů, nakonec ve Spojených státech vydělal 652 miliónů dolarů. Na světových trzích v 701 miliónů dolarů, čímž se stal druhým nevýdělečnějším filmem roku 2024. Stal se nejúspěšnějším filmem s ratingem R a 20. nejúspěšnějším filmem historie.

## Obsazení
| Ryan Reynolds      | Wade Wilson/Deadpool          |
| Hugh Jackman       | James Howlett Logan/Wolverine |
| Emma Corrin        | Cassandra Nova                |
| Matthew Macfadyen  | Paradox                       |
| Dafne Keen         | Laura Kinney/X-23             |
| Jon Favreau        | Happy Hogan                   |
| Morena Baccarin    | Vanessa Carlysle              |
| Rob Delaney        | Peter                         |
| Leslie Uggams      | Blind Al                      |
| Jennifer Garner    | Elektra Natchios              |
| Wesley Snipes      | Blade                         |
| Channing Tatum     | Gambit                        |
| Chris Evans        | Johnny Storm                  |
| Henry Cavill       | Cavillrine                    |
| Wunmi Mosaku       | B-15                          |
| Aaron Stanford     | John Allerdyce/Pyro           |
| Tyler Mane         | Victor Creed/Sabertooth       |
| Karan Soni         | Dopinder                      |
| Brianna Hildebrand | Negasonic Teenage Warhead     |
| Shioli Katsuna     | Yukio                         |
| Stefan Kapičić     | Peter Rasputin/Colossus       |
| Ray Park           | Toad                          |
| Kelly Hu           | Lady Deathstrike              |
| Jason Flemyng      | Azazel                        |
| Aaron W Reed       | Juggernaut                    |